# Зофія Посмиш
Зофія Посмиш (пол. Zofia Posmysz справжнє ім'я Зофія Посмиш-Пясецька; 23 серпня 1923, Краків, Польща — 8 серпня 2022, Освенцим) — польська письменниця і сценаристка. Леді ордена Білого Орла.

## Біографія
Вона виросла в Прокоцімі, у сім'ї залізничників. З 1942 року ув'язнена до німецьких концтаборів Освенцім (де була жертвою псевдомедичних експериментів), а потім у Равенсбрюк та Нойштадт-Глеве. Після війни оселилася у Варшаві. 1952 року закінчила філологічний факультет Варшавського державного університету.
1952 року закінчила польську студію у Варшавському університеті. Працювала в газеті «Голос народу» як коректор та на польському радіо, співавтором радіороману «У Єзьоранах» з 1960 року.

## Творчість
Зофія Посмиш дебютувала 1945 року книгою літературних спогадів «Знаю катів з Бельзена». Популярність письменниці приніс радіоспектакль «Пасажирка з каюти 45». Книга під такою самою назвою вийшла 1962 року. За мотивами цього твору польський режисер Анджей Мунк зняв художній фільм «Пасажирка», що вийшов на екран 1963 року вже після його загибелі. 1968 року за повістю Посмиш була написана однойменна опера Мечислава Вайнберга (лібрето А. Медведєва), яка отримала високу оцінку фахівців, але заборонена до постановки в СРСР і вперше виконана 2006 р. в концертній версії, 2010 р.  — у сценічній.
Дія її найвідомішого роману «Пасажирка» відбувається на розкішному трансатлантичному лайнері, з якого Ліза та Вальтер Кречмер пливли з Гамбурга до Ріо-де-Жанейро, щоб обіймати посаду в західнонімецькому посольстві в Бразилії. Ідилія відправлення розпочинається з упізнання Лізою колишнього в'язня Освенціма — Марти.
Посміш також зачепила тему таборів у «Відпустка на Адріатиці», це розповідь про табірну дружбу двох в'язнів, Птахи та Секретарки. Кожен із них сприймав реальність табірного життя по-різному і по-різному ставився до питання виживання. Розповідь у цій книзі ведеться з погляду Секретарки, а дія відбувається через кілька років після війни на Адріатиці, де Секретарка проводить свої канікули, але все ще не може забути про досвід табору.
У «Христус в Освенцімі» авторка описує долю табірного талісмана — медалі, виготовленої в майстернях табору Освенцім і подарованої їй капітаном Тадеушем Паолоне, він же Лісовський, який загинув за участь у підпільній змові.
Частина її романів була натхненна радіопередачами, над якими вона працювала на Польському радіо. В «Мікрокліматі» вона показала історію студента-докторанта філософії, який стикається з реаліями села,  у «Ціні» — доля лікаря, яка бажала дистанціюватися від своїх сільських коренів, які могли впливати на її сімейне життя.
«Королівство за туманом» — це інтерв'ю, у якому Зофія Посміш розповідає про свої переживання в таборі. Письменниця детально описує терор Освенціма, вона не шкодує описів занепадницької фізіології в'язнів та садизму табірного капосу.
Її романи та оповідання перекладено іноземними мовами: англійською, українською, болгарською, чеською, японською, казахською, литовською, латвійською, німецькою, російською, румунською, словацькою, угорською.

## Родина
Вона вийшла заміж за Яна П'ясецького (помер 1985 року), який працював з нею на Польському радіо. Дітей немає.

## Вибрана бібліографія
- Знаю катів з Бельзена / Znam katów z Belsen (1945)
- Пасажирка / Pasażerka (1962)
- Стоянка в лісі / Przystanek w lesie (1965, збірка оповідань)
- Терпкий глід / Cierpkie głogi (1966) — сценарій, екранізований в 1966 р. Янушем Вейхерт
- Малий / Mały (1970) — сценарій, екранізований в 1970 р. Юліаном Дзедзіной
- Відпустка на Адріатиці / Wakacje nad Adriatykiem (1970)
- Мікроклімат / Mikroklimat (1975)
- Дерево схоже на дерево / Drzewo do drzewa podobne (1977)
- Ціна / Cena (1978)
- Людина з-під калорифера / Człowiek spod kaloryfera (1980)
- Той самий лікар М. / Ten sam doktor M. (1981)
- Вдова і коханці / Wdowa i kochankowie (1988)
- До свободи, до смерті, до життя / Do wolności, do śmierci, do życia (1996)
- Місце на стіні (Видавництво радіо і телебачення 1977)
- Христос Осьвенціма (Фонд Міжнародного центру зустрічей молоді 2011, 2014)
- Царство за туманом. Міхал Вуйцік розмовляє з автором Пасажира (Знак, лист Nova 2017)
- Однак, ви чуєте свист локомотива … (Літературний вечір 2019)

### Переклади на російську мову
- Пасажирка  : [повість]. - М.  : Художня література, 1964. — 62 с. — (Роман-газета; № 18 (318)).
- Ціна: Роман. — М. Прогрес, 1981. — 183 с.

## Екранізація
- 1963 — Пасажир[9]
- 1970 — Маленький[10]

## Нагороди
- Лицарський хрест Ордена Відродження Польщі (1964)
- Офіцерський хрест Ордена Відродження Польщі (1970)
- нагорода Комітету Радіо і Телебачення Польщі за досягнення в області радіопостановок (1976)
- нагорода ім. Вітольда Хулевіча (2007)
- нагорода Міністра культури Польщі за видатні досягнення в розвитку польської культури (2008) та інші.
- 2010 р. — Премія на фестивалі «Festspiele» в Брегенці на прем'єрі опери «Пасажир»
- 2012 р. — Орден «За заслуги перед Федеративною Республікою Німеччина»
- 2013 рік — Золота медаль за заслуги перед культурою Gloria Artis
- 2013 — Премія Тоту 2013[11]
- 2015 — премія ДІАЛОГУ (Федеральний союз німецько-польських товариств) (Dialog-Preis)[12]
- 2020 — Орден Білого Орла[13]

## Пам'ять
Документальний фільм Ґжегожа Гаєвського «Шрайберка з Освенціма» (2016) був присвячений Зофії Посміш.